# 페데리코 체사리
페데리코 세사리(Federico Cesari, 1997년 3월 5일 ~ )는 이탈리아의 배우이다.

## 영화
- 그들을 소개하는 만찬 (2007년)
- 막내 (2008년)
- 세자로니 4 (2009년-2010년)
- 사랑에는 특별한 것이 있다 2 (2010년)
- 아워 보이즈 (2014년)
- 들판은 없다 (2017년)
- 돈 마테오 11 (2017년)
- 이탈리아에 수치 (2018년-현재)
- 지상에서도 천국에서처럼 (2020년)
- 전쟁은 끝났습니다 (2020년) (TV 미니시리즈)
- 자신을 수정하십시오! (2021년)
- 좋은 아침 엄마! (2021년) (TV 미니시리즈)
- 도그 이어스 (2021년)
- 모든 것은 구원을 요구한다 (2022년)